# Osieka
Osieka (do 1945 r. niem. Hermenhagen) – wieś w Polsce położona w województwie warmińsko-mazurskim, w powiecie bartoszyckim, w gminie Bartoszyce.

## Historia
Wieś lokowana w 1340 r. na 52 włókach. W XVI w. była to wieś książęca, z której wydzielono 37 włok i utworzono majątek szlachecki. W latach 1821–1829 majątek ten był w posiadaniu polskiej szlachty - Kurowskich.
W roku 1889 do majątku ziemskiego w Osiece należał także folwark Ceglarki oraz folwark Bukowo. Łącznie dobra te obejmowały 742 ha ziemi. Po pierwszej wojnie światowej majątek w Osiece rozparcelowano na mniejsze gospodarstwa chłopskie.
W 1939 r. we wsi mieszkało 341 osób.
W wśród polskich osiedleńców w 1945 i 1946 r. był poseł na sejm Wincenty Aleksiejczuk. W latach 1954–1959 w Osiece mieściła się siedziba Gromadzkiej Rady Narodowej.
W 1983 r. we wsi było 41 domów i 227 mieszkańców. W tym czasie funkcjonowało tu 47 indywidualnych gospodarstw rolnych o łącznej powierzchni 571 ha. W gospodarstwa tych hodowano łącznie 536 sztuk bydła (w tym 254 krowy mleczne), 480 świń, 21 koni i 88 owiec. W tym okresie we wsi był klub, świetlica, punkt biblioteczny, sala kinowa na 70 miejsc, sklep wielobranżowy.
W latach 1954–1959 wieś była siedzibą gromady Osieka, po jej zniesieniu w gromadzie Bartoszyce. W latach 1975–1998 miejscowość administracyjnie należała do województwa olsztyńskiego.

## Zabytki
Do wojewódzkiego rejestru zabytków wpisany jest pałac w Osiece, wybudowany w XIX w.